# Çağatay Ulusoy
'Çağatay Ulusoy', född 1990 i Yalova, är en turkisk TV- och filmskådespelare. Ulusoy, som är 185 cm lång, är även aktiv som model.

## Filmer
- Recep İvedik (2010)
- Anadolu Kartalları (2011)
- A True Gentleman (2024)

## TV-serier
- Adını Feriha Koydum (2011-2012)
- Eve Düşen Yıldırım (2012)
- Adını Feriha Koydum: Emir'in Yolu (2012)
- Medcezir (2013-)
- içerde 2016